# 苏孝慈
苏孝慈（538年—601年），名慈，字孝慈，以字行，扶风郡人，北周、隋朝官员。

## 家世
为北魏鲜卑拔略氏之后，北魏孝文帝时改为苏氏。
- 曾祖 苏强，恒州刺史
- 祖：苏树仁，黑城镇主
- 父：苏武周，西魏骠骑大将军、开府仪同三司、兖云二州刺史、平遥郡开国公，赠绥银延三州刺史。生苏顺、苏孝慈二子。

## 生平
苏孝慈少时沉谨，有器干，相貌俊美。北周初年，为中侍上士。后拜都督，多次出使北齐，升为大都督、位至工部中大夫，宣纳上士。后跟随周武帝伐齐，以功进位开府，赐爵文安县公，不久改封临水县公，累迁工部上大夫。
隋文帝受禅，进爵安平郡公，拜太府卿。隋文帝征集天下工匠，由苏孝慈总管，世人都认为他很能干。后官至兵部尚书，兼任皇太子杨勇东宫的右卫率。
隋朝在陕州设置常平仓，作为京城长安的粮食储藏基地，因渭水多沙，行船不便，朝廷准备挖开渭水连通黄河，就令苏孝慈总管这事。水渠挖通后，受到隋文帝的赞赏。又领太子左卫率，仍判工部、户部二尚书，称为干理。进位大将军，转工部尚书，率如故。
开皇十八年（598年），隋文帝准备废掉太子杨勇，忌惮苏孝慈在东宫为官，将他外放为淅州刺史。杨勇得知后，大惊失色。仁寿元年（601年）四月迁洪州总管，俱有惠政。后桂林山越相人聚众为乱，诏苏孝慈为交州道行军总管，出兵平定。六月癸丑卒于任上，年六十四，谥号“安”。子苏会昌。侄子苏沙罗。

## 墓志
苏孝慈墓志于清光绪十四年（1888年）夏出土于陕西省蒲城县。原石现存陕西蒲城县博物馆。

### 苏孝慈墓志
大隋使持节大将军工兵二部尚书司农太府卿太子左右卫率右庶子洪吉江虔饶袁抚七州诸军事洪州总管安平安公故苏使君之墓志铭
公讳慈，字孝慈，其先扶风人也。九曲灵长，河流出积石之下；十城侧厚，玉英产昆仑之上，故地称陆海之奥，山谓近天之高。秀异降生，岐嶷继体。祖树仁，魏黑城镇主。父武，西魏骠骑大将军、开府仪同三司、兖云二州刺史、平遥郡开国公，赠绥银延三州刺史。时魏氏秦赵将分，东西竞峙。公王父、显考，立事建功，庇大造于生民，奖元勋于王室。福延后嗣，以至于公。公承亲之道，孜孜先色；奉主之义，謇謇忘私。宽仁笃行之风，彰于弱掺；成务理物之志，表于壮年。后魏初，起家右侍中士。三年，加旷野将军。周明革运，授中侍上士。天和二年，授右侍上士。四年，授都督，充使聘齐。五年，治大都督，领前侍兵。六年，授正大都督，仍领前侍兵。公久劳禁卫，频掌亲兵。慕典军之慎密，似秺侯之纯孝。其年，重出聘齐，受天子之命，问诸侯之俗。延誉而出周境，陈诗而察齐风。还授宣纳上士。王言近纳，帝命攸宣。咫尺当扆之尊，涣汗如纶之重。七年，授左勋卫都上士。建德元年，授夏官府都上士、治中义都上士。九府分职，六官联事。公遍历兼治，庶绩咸举。四年，授持节车骑大将军、仪同三司、大都督，领胥附禁兵。台司之仪，功高东汉；车骑之将，名驰朔漠。其年，改领左侍伯禁兵。五年，周武帝治兵关陇，问罪漳邺。发西山制胜之众，挫东赢乞活之军。一鼓而穷巢穴，三驱而解罗纲。公潜禀神算，内沃皇心。惎帷幄之谋，董权劲之卒。欲渡河北，汉光与邓禹计同；将涉江南，晋武共张华意合。及伪徒平殄，齐相高阿那肱巳下朝士数百人，公受诏慰纳，并率所领影援高隆之兵，还授开府仪同大将军，封瀛州文安县开国公，邑一千五百户。开幕府而署贤，垂徽章而发号。峻田井之赋，展车服之容。宣政元年，授前侍伯中大夫。其年授右侍伯中大夫。其年周宣帝授右少司卫中大夫。大象元年，授司卫上大夫。二年周靖，授工部中大夫。开皇元年，诏授太府卿，其年改封泽州安平郡开国公，寻转司农卿。逄舜日之光华，睹汉官之克复。国渊天府，粟衍泉流。自非物望时材，何以当斯重寄。二年，诏授兵部尚书，其年兼授太子右卫率。四年，诏知漕渠总副监事，七年，兼右庶子，寻改授太子左卫率。喉唇治本，元凯抠端；领袖宫僚，股肱储卫。八年，判工部尚书，其年又判民部、刑部尚书事。十二年，授工部尚书，其年授大将军，卫率封如故。十八年，以君王官积，岁承明倦。谒出内之宜，刺举佥允，授浙州诸军事、浙州刺史，大将军封如故。政平讼理，威申泽被。仁寿元年，迁授使持节总管洪吉江虔饶袁抚七州诸军事、洪州刺史。行清明之化，播信顺之规。吏畏之如神明，民归之若江海。时桂部侵扰，友川拥据。诏授公交州道行军总管。方弘九伐，遽絷千里。遘疾薨于州治，春秋六十有四。粤以三年岁次癸亥三月癸卯朔七日己酉归葬于同州莲芍县崇德乡乐邑里之山，谥曰安公，礼也。公树德为基，立言成训。扬清以激浊，行古而居今。韬难测之资，蕴莫窥之量，存善无际，殁爱不忘，可谓具美君子矣。先远协吉厚夜戒期。祖奠迎晨，徂芳送节。茫茫原野，前后相悲；冉冉春冬，荣枯递及。世子会昌等，终身茹酷，毕世衔哀。感静树于寒泉，托沈铭于幽石。文曰：

岳峻基厚，流清源洁。动静无滞，方圆有折。举直平心，连从掉舌。独悲魏禅，终存汉节。骏发克昌，申甫贞祥。作镇忧国，隼集鹰扬。迁都尊主，蛇辅龙驤。诞厥令胤，传兹义方。一毛五色，一日千里。堤封绝际，波澜莫涘。天经至极，人伦终始。优学登朝，飞英擅美。钩陈奕奕，陆卫森森。戎章重绾，侯服再廞。端储率校，掌庚司金。五曹遍历，二部频临。㳂洛泝江，风驰雨布。去叹其早，来歌其暮。除恶伐林，求贤开路。二岭行涉，五溪将渡。阅世俄尽，观生易终。泛舟川逝，推毂途穷。松阡暗日，柳驾摇风。郇戈楚鼎，盛迹元功。
此志出土后，即由知县张荣升在第三十一行“文曰”的“曰”字之下加刻跋文二行。但有人认为“跋文”刻于原石不妥。光绪十五年（1889年），彭询任知县时，便将张之跋文铲去，但凿痕依旧可见。
 张荣升提书：

光绪戌子夏月，公出西南乡，风闻有人获隋臣苏慈墓碑，被苏姓阻夺，往验之，并诘苏姓世系，家乘无考。见字法精严遒健，纯得魏齐神髓，惜无书丹姓名。爰饬畀碑署中，俟考博古君子。知蒲城县事张荣升志。

## 传記資料
- 《隋書》列传第十一
- 《北史》列传第六十三

## 外部連結
[在维基数据编辑]
 《北史·卷075》，出自李延壽《北史》
 《隋書·卷46》，出自魏徵《隋书》